# Jelpidifor Barsov
Jelpidifor Vasiljevitj Barsov (ryska: Елпидифор Васильевич Барсов), född 25 november 1836 (gamla stilen: 13 november) i guvernementet Vologda, död 15 april 1917 (gamla stilen: 2 april) i Moskva, var en rysk filolog och etnograf.
Barsov är känd för sitt stora arbete om Igorkvädet, Slovo o polku Igorevě (tre band, 1887–1890).